# Hippocampus montebelloensis
Hippocampus montebelloensis es una especie de pez de la familia Syngnathidae en el orden de los Syngnathiformes.

## Morfología
Los machos pueden llegar alcanzar los 7,8 cm de longitud total.

## Distribución geográfica
Se encuentra en Australia Occidental.